# Blankenese
Blankenese è un quartiere (Stadtteil) periferico di Amburgo, appartenente al distretto (Bezirk) di Altona.

## Etimologia
La parola Blankenese deriva da  blanke Nees, che, nel dialetto di Amburgo (derivato dal basso tedesco), significa “naso chiaro”/"naso bianco".

## Posizione
Blankenese è situato lungo la parte occidentale dell'Elbchaussee (il viale che dà sull'Elba), 14 km ad ovest del centro di Amburgo.
Gran parte del quartiere è posizionata in collina (zona interdetta agli automezzi ed accessibile solo a piedi tramite le numerose scalinate).
La zona, che un tempo costituiva un ottimo rifugio per i pirati (i maggiori nemici della Lega anseatica), è oggi abitata da benestanti.

## Storia
Blankenese ha una lunga storia come villaggio di pescatori lungo il fiume Elba.
Nel 1060, l'arcivescovo Adalberto di Brema costruì una residenza per il prevosto nel sito di un insediamento più antico sulla collina Süllberg. In seguito i conti di Holstein costruirono un castello. Entrambi furono distrutti dalla città di Amburgo.
Fino al 1927, Blankenese era una città indipendente dell'Holstein, poi fu fusa per legge nella città di Altona. Nel 1938 Altona fu accorpata ad Amburgo.
Durante la Seconda Guerra Mondiale, il sobborgo ospitò un campo per ufficiali della Luftwaffe, che nel 1945 divenne il quartier generale dell'85º Gruppo Segnali della Royal Air Force.
Dopo la guerra, a Blankenese operava un orfanotrofio per i bambini sopravvissuti all'Olocausto.

## Da vedere
Blankenese è una zona caratterizzata - specie nella parte in collina - da una lunga fila di bianche casette (in origine casette di pescatori), alcune delle quali ricoperte da un tetto di paglia e a graticcio.
Oltre alle "casette dei pescatori", è da vedere, nella parte bassa del quartiere (ricoperta di boschi), un grande parco chiamato Hirschpark (ovvero “Parco dei cervi”), dove si trova, tra l'altro, la Witthüs Teestuben (“casa bianca” – “sale da tè”), una bianca casa dal tetto di paglia adibita a ristorante o caffetteria.

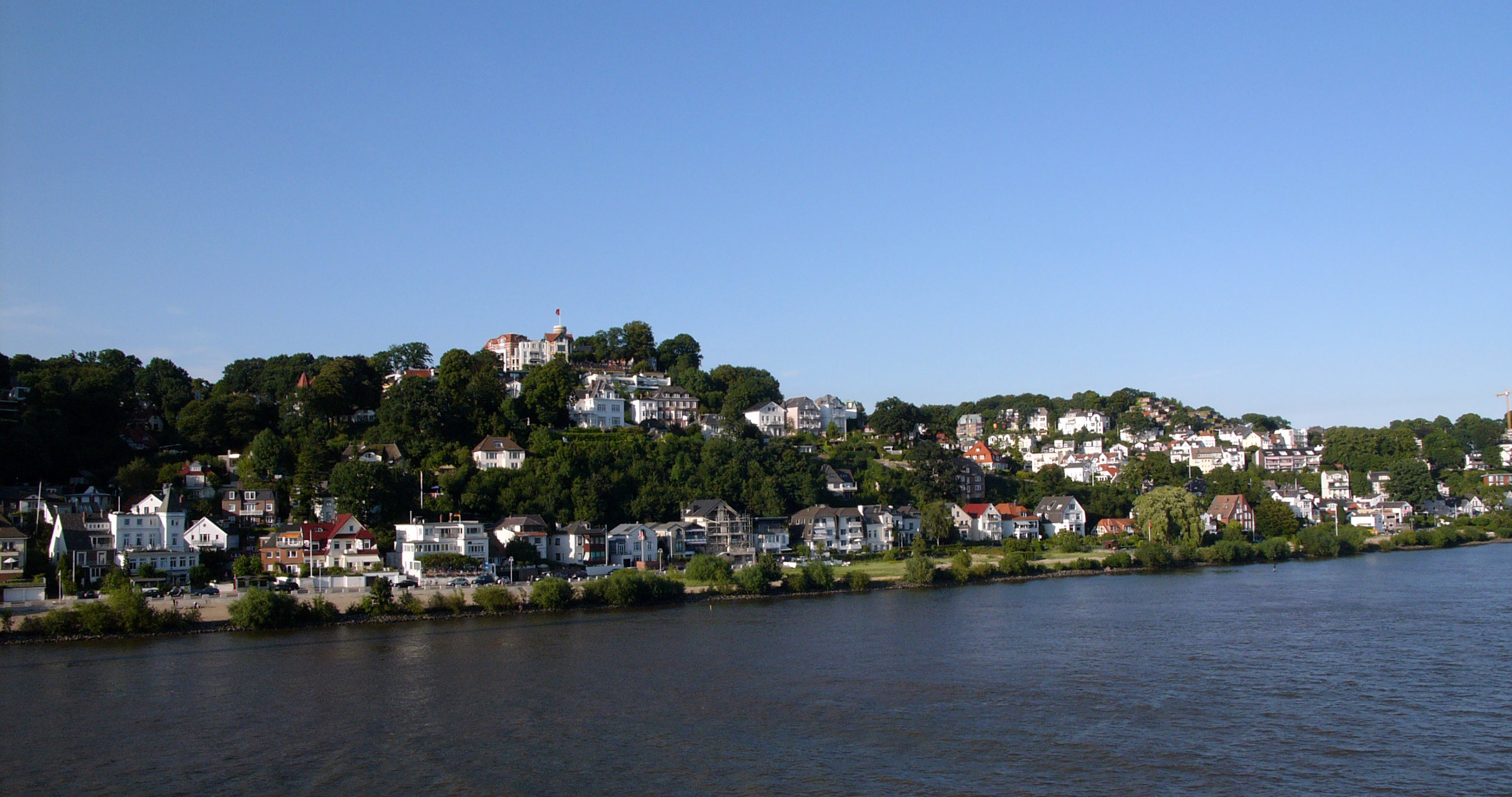
Panoramica del quartiere di Blankenese, visto dal fiume Elba

## Eventi
Blankenese fa parte – con la celebre salita (non troppo impegnativa) del Waseberg – del circuito del Gran Premio ciclistico di Amburgo, che normalmente si disputa ad inizio agosto.

## Blankenese nella cultura di massa
- A Blankenese è ambientata l'omonima serie televisiva del 1994[4]